# Władimir Maramzin
Władimir Maramzin (ur. 5 sierpnia 1934 w Leningradzie, zm. 25 kwietnia 2021 w Paryżu) – pisarz i dramaturg rosyjski.
Ojciec, pracownik fabryki, zginął na wojnie, matka była nauczycielką geografii. Do 1946 roku wychowywał się u babki w Kaszynie. W 1957 roku ukończył Leningradzki Instytut Elektrotechniczny i podjął pracę jako inżynier. Pisać zaczął w 1958 roku. Pierwszą jego sztukę, wystawioną w Leningradzie w 1963 roku, zdjęto z afisza od razu po premierze. Nie należał do Związku Pisarzy ZSRR.
W latach 1971–1974 przygotował pięciotomowy zbiór dzieł Iosifa Brodskiego, który ukazał się w samizdacie. To doprowadziło do jego aresztowania 24 lipca 1974 roku. Podczas procesu, odbywającego się w lutym 1975 roku, został skazany – nie trafił jednak do łagru, a zmuszony został do opuszczenia ZSRR. Wyemigrował do Francji. Od 1978 roku wydawał, wspólnie z Aleksiejem Chwostienką, czasopismo Echo. W pierwszym numerze redakcja sformułowała swoje credo:
nie dajemy się zwieść żadnemu socjalizmowi ani komunizmowi, z twarzą czy bez niej. Dobrego socjalizmu nie ma, to gramatyczny bezsens.

## Twórczość
Maramzin uważał, że ratunkiem dla pisarza jest odrzucenie sztampy i martwych kanonów językowych. Sam nazywał siebie spadkobiercą Andrieja Płatonowa. Wpływ na jego twórczość mieli także Franz Kafka i Michaił Zoszczenko.
Autor tomu opowiadań Sekrety oraz opowieści Blondyn obojga kolorów (wyd. 1975) i Historia ożenku Iwana Pietrowicza (wyd. 1975). W swoich utworach wyśmiewał pruderię społeczeństwa komunistycznego, w groteskowy sposób pokazywał osaczenie człowieka przez państwo totalitarne.